# Rosario Miraggio
Rosario Tassero (n. 27 martie 1986, Napoli, Italia) cunoscut și sub numele de scenă Rosario Miraggio este un cântăreț italian.

## Discografie

### Albume
- 2005 - Amore in tre parole
- 2006 - Io canto a te
- 2007 - Mille pezzi di cuore
- 2008 - Prendere o lasciare
- 2010 - Il mio spazio nel tuo tempo
- 2012 - Fortemente

### Single-uri
- Un gioco di parole (feat. Emiliana Cantone)